# Prvenstvo Anglije 1938
Prvenstvo Anglije 1938 v tenisu.

## Moški posamično
Don Budge :  Bunny Austin, 6-1, 6-0, 6-3

## Ženske posamično
Helen Wills Moody :  Helen Hull Jacobs, 6-4, 6-0

## Moške dvojice
Donald Budge /  Gene Mako :  Henner Henkel /  George von Metaxa, 6–4, 3–6, 6–3, 8–6

## Ženske dvojice
Sarah Fabyan /  Alice Marble :  Simone Mathieu /  Billie Yorke, 6–2, 6–3

## Mešane dvojice
Alice Marble  /  Don Budge :  Sarah Palfrey Cooke /  Henner Henkel, 6–1, 6–4